# Nicotinamide mononucléotide
Le nicotinamide mononucléotide (NMN, β-NMN) est un nucléotide formé de ribose et de nicotinamide, une forme de vitamine B3. C'est un précurseur du NAD, une coenzyme très importante des réactions d'oxydoréduction, et peut être utilisé pour prévenir la pellagre.
La supplémentation en NMN a pour effet, chez la souris, de réduire le stress oxydant et les dysfonctionnements vasculaires liés à l'âge.

## Production
La production de nicotinamide mononucléotide a été retirée du second semestre 2022 par la FDA car elle fait l'objet d'une enquête en tant que médicament pharmaceutique,.

## Diverses manifestations du NMN dans les organes humains
Les enzymes de synthèse et de consommation du NMN présentent également une spécificité tissulaire : le NMN est largement distribué dans les tissus et les organes de l'ensemble de l'organisme et est présent dans diverses cellules dès le développement embryonnaire.

## Avantages et risques potentiels
Le NMN est un précurseur de la biosynthèse du NAD+, et il a été démontré que la supplémentation en NMN augmente les concentrations de NAD+ et a donc le potentiel d'atténuer les troubles liés au vieillissement tels que le stress oxydatif, les dommages à l'ADN, la neurodégénérescence et les réponses inflammatoires. Les avantages et les risques potentiels de la supplémentation en NMN à partir de 2023 font actuellement l'objet d'une étude.
Certaines enzymes sont sensibles au rapport NMN/NAD+ intracellulaire, comme la SARM1, une protéine responsable du déclenchement de voies de dégénérescence cellulaire telles que la MAP kinase, et de l'induction de la perte axonale et de la mort neuronale,. La NMNAT est une enzyme ayant des propriétés de réparation neuronale qui épuise le NMN et produit du NAD+, atténuant l'activité du SARM1 et favorisant la survie neuronale in vitro,, un effet qui est annulé par l'administration de NMN exogène, qui reprend rapidement la destruction axonale. La molécule similaire, le mononucléotide d'acide nicotinique (NaMN), contrecarre l'effet activateur du NMN sur le SARM1 et est neuroprotectrice,.